# Ljungby församling, Allbo-Sunnerbo kontrakt
Ljungby församling är en församling i Ljungby pastorat i Allbo-Sunnerbo kontrakt i Växjö stift och i Ljungby kommun och är en av två församlingar i tätorten Ljungby.
Till församlingen hör två kyrkor, Ljungby kyrka samt Annelundskyrkan.

## Administrativ historik
Församlingen har medeltida ursprung.
Församlingen var fram till 1524 annexförsamling i Angelstads pastorat för att därefter en kort tid utgöra ett eget pastorat. Sedan var den till 1962 annexförsamling (moderförsamling från 1 maj 1919) i pastoratet Angelstad, Ljungby och Kånna. Från 1962 till 1992 utgjorde församlingen eget pastorat, för att 1992 bli moderförsamling i pastoratet Ljungby och Angelstad. År 2002 utbröts 
Ljungby Maria församling ur församlingen men kvarstod i pastoratet. 
Från 2010 bildades ett pastorat med församlingarna Ljungby, Ljungby Maria, Angelstad, Lidhult, Odensjö, Vrå Annerstad och Torpa.

## Organister
| Verksam   | Namn                | Levnadstid | Övrigt    |
| --------- | ------------------- | ---------- | --------- |
| 1962–1964 | Lars Magnus Larsson | 1928–      | Organist. |

## Ljungby församlingshem
I Församlingshemmet finns en orgel byggd 1963 av Lindegrens Orgelbyggeri, Göteborg. Orgeln är mekanisk.
| Manual        | Pedal   | Koppel   |  |
| Gedackt 8’    | Bihängd | Man/Ped. |  |
| Principal 4'  |         |          |  |
| Rörflöjt 4’   |         |          |  |
| Waldflöjt 2’  |         |          |  |
| Mixtur 3 chor |         |          |  |